# السهلة (إب)

تعديل مصدري - تعديل

السهلة هي إحدى قرى عزلة بني محرم بمديرية إب التابعة لمحافظة إب، بلغ تعداد سكانها 340 نسمة حسب تعداد اليمن لعام 2004.